# Federazione di atletica leggera della Bielorussia
La Federazione di atletica leggera della Bielorussia (BFLA), (in bielorusso Беларуская федэрацыя легкай атлетыкi?; in russo Белорусская федерация легкой атлетики?), è la massima federazione sportiva che si occupa di atletica leggera a livello nazionale in Bielorussia.

## Storia
Nel 1913 l'atletica leggera era uno sport riconosciuto in Bielorussia: fu in quell'anno che nacque a Homel' il Club dei fan dello sport (The Club of fans of sports). Fu allora che ebbero luogo le prime competizioni di corsa, salti e lanci in Bielorussia, quando questa nazione era ancora parte dell'Impero russo.
Dal 1952 gli atleti bielorussi parteciparono ai Giochi olimpici per la squadra dell'Unione Sovietica e fino al 1993, questi atleti si aggiudicarono 34 medaglie olimpiche: 6 ori, 15 argenti e 13 bronzi. A partire dal 1993 gli atleti bielorussi iniziarono a gareggiare per una squadra non più dipendente dall'URSS. E fu proprio nel 1991 che la Belarus Athletic Federation divenne membro della World Athletics.

## Consiglio federale
- Presidente:
  - Ivan Tsikhan
- Vice presidente:
  - Badouev Anatoliy
- Segretario generale:
  - Ledouskaya Tatsiana
- Direttore esecutivo
  - Kryshtanovich Barys
- Membri del comitato esecutivo:
  - Aliaksandr Fedarovich
  - Yury Maisevich
- Consiglieri:
  - Aleh Andrejchyk, Aliaksandr Bokhan, Uladzimir Baraznou, Aliaksandr Knysh, Viatchaslau Hafizau, Valiantsina Makavetskaya, Aliaksandr Trashchyla, Valentsin Galets, Ellina Zverava, Ivan Tsikhan, Maryja Itkina, Uladzimir Kaletski, Ihar Lapshyn, Aliaksandr Paulouski, Uladzimir Padalyaka, Andrey Sydnik, Mikalai Taletski

## Partner ufficiali
- Mizuno
- Nordic Sport
- Talen Group